# Cyril E. King Airport
Cyril E. King Airport – port lotniczy zlokalizowany w Charlotte Amalie, stolicy Wysp Dziewiczych Stanów Zjednoczonych.

## linie lotnicze i połączenia
- Air Sunshine (Vieques)
- American Airlines (Boston [sezonowe], Miami, New York-JFK)
  - American Eagle (San Juan)
- Cape Air (St. Croix, San Juan)
- Continental Airlines (Newark)
- Delta Air Lines (Atlanta, New York-JFK)
- LIAT (Anguilla, Antigua, St. Kitts, St. Maarten)
- Seaborne Airlines (St. Croix, San Juan-Isla Grande)
- Spirit Airlines (Fort Lauderdale)
- Sun Country Airlines (Minneapolis/St. Paul [sezonowe])
- United Airlines (Chicago-O'Hare, San Juan, Washington-Dulles)
- US Airways (Charlotte, New York-LaGuardia [sezonowe], Philadelphia)